# L'Épreuve du feu (film, 2025)
Pour les articles homonymes, voir L'Épreuve du feu (homonymie).
Pour plus de détails, voir Fiche technique et Distribution.
L'Épreuve du feu est une comédie dramatique française réalisée par Aurélien Peyre et sortie en 2025,.

## Fiche technique
Sauf indication contraire, les informations mentionnées dans cette section peuvent être confirmées par les bases de données cinématographiques IMDb et Allociné,  présentes dans la section « Liens externes ».
- Titre original : L'Épreuve du feu
- Réalisation : Aurélien Peyre
- Scénario : Aurélien Peyre et Charlotte Sanson
- Musique : Maud Geffray
- Décors : Colombe Montias
- Costumes : Chloé de Nombel
- Photographie : Inès Tabarin
- Son : Gaël Eleon, Benoît Hillebrant, Margot Testemale et Agathe Poche
- Montage : Ludivine Cambus
- Production : Bruno Levy
  - Production associée : Julie Lescat
- Société de production : Move Movie
- Société de distribution : Paname Distribution
- Pays de production :  France
- Langue originale : français
- Format : Comédie dramatique
- Durée : 95 minutes
- Dates de sortie :
  - France : 13 août 2025[3]
- Classification :
  - France : Tout public[3]

## Distribution
- Félix Lefebvre : Hugo
- Anja Verderosa : Queen
- Suzanne Jouannet : Colombe
- Victor Bonnel : Paul
- Sarah Henochsberg : Marie Bé
- Nolan Masraf : Kamil
- Marie Bucas-Français : Victoire
- Jules Porier : Marceau
- Aurélien Vacher